# Поручик Чунчево
Поручик Чунчево е село в Североизточна България. То се намира в община Каварна, област Добрич.

## История
Селото е кръстено на загиналия за освобождението на Добруджа поручик Никола Чунчев.

## Население
Преброяване на населението през 2011 г.
Численост и дял на етническите групи според преброяването на населението през 2011 г.:
|                     | Численост | Дял (в %) |
| Общо                | 40        | 100,00    |
| Българи             | 40        | 100,00    |
| Турци               | 0         | 0,00      |
| Цигани              | 0         | 0,00      |
| Други               | 0         | 0,00      |
| Не се самоопределят | 0         | 0,00      |
| Неотговорили        | 0         | 0,00      |

## Религии
Някои от жителите на селото са бежанци по Крайовската спогодба от 1940 година от Северна Добруджа. Всички са православни християни, в селото няма църква или параклис.

## Обществени институции
1. Кметство и читалище – всъщност, кметско наместничество. Кметът на селото се назначава от кмета на община Каварна, в границите на която е селото. В същата сграда се намира и читалището на селото.
2. Училище – нефункциониращо начално училище.
3. Ресторант „Славянка“ – Ресторантът обслужва главно пътуващи и туристи по натовареният Е78 който свързва България с Румъния, Украйна и Русия.

## Редовни събития
Празник на селото на 9 септември.